# Issou
Issou ist eine französische Gemeinde mit 3858 Einwohnern (Stand: 1. Januar 2022) im Département Yvelines in der Region Île-de-France. Sie gehört zum Arrondissement Mantes-la-Jolie und ist Teil des Kantons Limay. Die Einwohner nennen sich Issoussois.

## Geografie
Issou liegt etwa 45 Kilometer westlich von Paris am rechten Ufer der Seine. Ein großer Teil von Issou ist Teil des Regionalen Naturparks Vexin français. Issou wird umgeben von den Nachbargemeinden Guitrancourt im Norden, Gargenville im Osten, Mézières-sur-Seine im Süden sowie Porcheville im Nordwesten.
Der Bahnhof Issou-Porcheville liegt an der Bahnstrecke von Paris-Saint-Lazare nach Mantes.

## Bevölkerungsentwicklung
| 1962                       | 1968 | 1975 | 1982 | 1990 | 1999 | 2006 | 2011 | 2022 |
| -------------------------- | ---- | ---- | ---- | ---- | ---- | ---- | ---- | ---- |
| 814                        | 1070 | 1190 | 1697 | 2463 | 3382 | 4468 | 4552 | 3858 |
| Quellen: Cassini und INSEE |      |      |      |      |      |      |      |      |

## Sehenswürdigkeiten

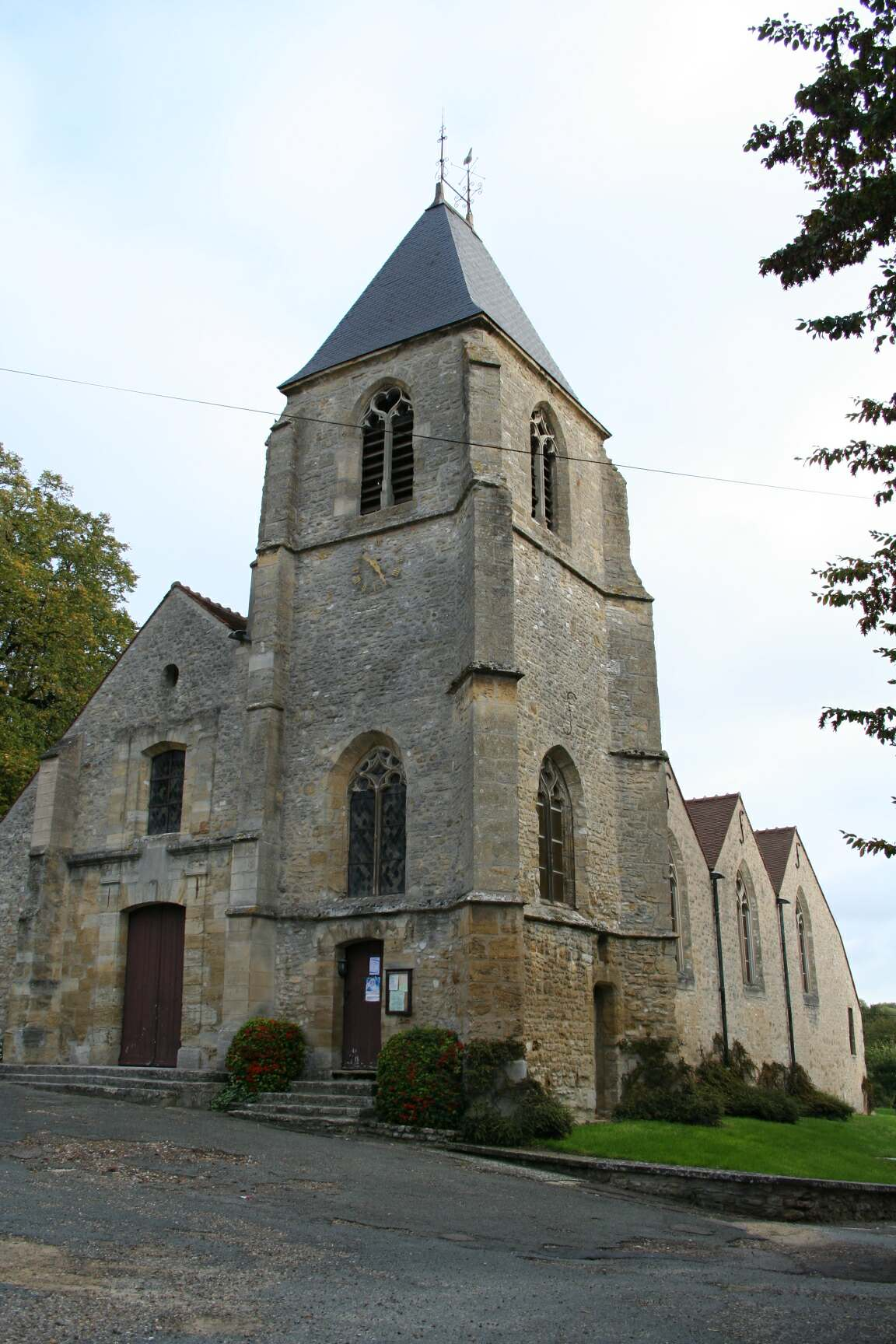
Kirche Saint-Martin

- Kirche Saint-Martin aus dem 12. Jahrhundert, Umbauten im 15. und 16. Jahrhundert (siehe auch: Liste der Monuments historiques in Issou)
- Schloss und Park Issou, im 18. Jahrhundert errichtet, seit 1974 ist der Park Monument historique